# ولاء البوشي
ولاء عصام البوشي شغلت منصب وزيرة الشباب والرياضة في حكومة السودان الانتقالية (2019 - 2021) حيث اختارها عبدالله حمدوك رئيس مجلس الوزراء الانتقالي لشغل المنصب التي أسمتها وزارة الثورة، وتُعتبر البوشي ناشطة قاومت النظام المخلوع منذ سنوات سبقت ثورة 19 ديسمبر، مدافعة عن حقوق المرأة والطفل.

## الميلاد والنشأة
تنحدر ولاء البوشي من ولاية الجزيرة، وسط السودان، ولدت في مدينة ودمدني عاصمة الولاية في العام 1986م، درست فيها مراحلها الإعدادية والثانوية قبل الانتقال لدراسة الهندسة والمعمار في جامعة الخرطوم.
والدها البروفيسور عصام البوشي والذي كان من أوائل حَملة الشهادة السودانية، وهو مدير جامعة ود مدني الأهلية، من أسرة تنتمي للفكر الجمهوري بقيادة الشهيد الاستاذ محمود محمد طه، الذي قتله جعفر نميري عبر (محكمة طوارئ) في العام 1985م، والدتها الأستاذة سلمى، خريجة كلية العلوم جامعة الخرطوم.

## الحياة العملية
عملت كأول امرأة سودانية مهندسة ميكانيكية في ورش مصانع السكر السودانية، كما عملت بِورش مصانع حلفا، والجنيد، وسنار، وعسلاية. أسّست ولاء مبادرة يوم قادة مانديلا الأفارقة لدعم مبدأ العمل المشترك بين الشباب الأفريقي وترسيخ دور الشباب في دعم وتنمية المجتمعات منذ العام 2017م، في السودان نظّمت البوشي يوم للتنوع الديني. تعمل البوشي بالجزائر كباحثة في مجال سياسات الطاقة، وتعمل في خمسة برامج إستراتيجية رئيسية تخدم حقل الطاقة، والطاقة المتجددة والنظيفة في كل الدول الأعضاء بالإتحاد الأفريقي.
تدرّبت بشركة ديولويت الاستثمارية بواشنطن كجزء من برنامج قادة شباب القرن، عملت في سياسات التغييرات المناخية وسوق العمل الخاص بالطاقة، في العام 2018 تم اختيارها ضمن برنامج الاتحاد الأفريقي للشباب مع مئة شاب وشابة من 40 دولة إفريقية بعاصمة رواندا كيغالي، عملت بمركز دال للتدريب التقني بدرجة مشرف، عملت أيضاً محاضر بقسم هندسة نقل وتكرير النفط بجامعة السودان للعلوم والتكنلوجيا، التقت الرئيس أوباما قبل أكثر من 3 سنوات فأخبرته عن العقوبات الاقتصادية الأمريكية على السودان.

## الدرجات العلمية
- نالت درجة البكالوريوس بمرتبة الشرف الأولى في كلية الهندسة والعمارة قسم الهندسة الميكانيكية جامعة الخرطوم والتي تعد أحد أعرق الجامعات السودانية.
- حصلت على منحة الحكومة البريطانية للقادة من أنحاء العالم لدراسة الماجستير.
- حصلت على درجة الماجستير بامتياز من جامعة إمبريال كولج لندن في الهندسة الميكانيكية المتقدمة مع التركيز على السوائل النانونية ومحركات الطيران.[4]

## إصابتها بمرض فيروس كورونا
في 25 مايو 2020، أعلنت عبر حسابها على تويتر إصابتها بمرض فيروس كورونا.